# Gibbovalva kobusi
Gibbovalva kobusi là một loài bướm đêm thuộc họ Gracillariidae. Nó được tìm thấy ở Trung Quốc (Guizhou, Zhejiang, Hunan và Guangxi) và Nhật Bản (Hokkaidō và Honshū).
Sải cánh dài 6.5-9.2 mm.
Ấu trùng ăn Magnolia kobus. Chúng có thể ăn lá nơi chúng làm tổ.